# منطقة القرداحة
منطقة القرداحة منطقة سورية إدارية تتبع محافظة اللاذقية ومركزها مدينة القرداحة، بلغ تعداد سكان المنطقة  75,279 نسمة حسب التعداد السكاني لعام 2004.

## نواحي منطقة القرداحة
- ناحية مركز القرداحة
- ناحية جوبة برغال
- ناحية حرف المسيترة
- ناحية الفاخورة